# Ký sinh thú
Ký Sinh Thú (Nhật: 寄生獣, Hepburn: Kiseijū) là loạt seinen manga thuộc thể loại kinh dị, khoa học viễn tưởng, do Iwaaki Hitoshi sáng tác và minh hoạ. Được xuất bản bởi Kodansha thông qua tạp chí Morning Open Zōkan (từ 1988 đến 1989) và tạp chí Monthly Afternoon (từ 1990 đến 1995). Bộ manga đã được nhà xuất bản Trẻ phát hành tại Việt Nam.
Manga đã được chuyển thể thành hai phần phim live-action tại Nhật Bản, được công chiếu lần lượt vào năm 2014 và 2015. Một bộ anime truyền hình chuyển thể do studio Madhouse sản xuất với tựa Kiseijū Sei no Kakuritsu (Nhật: 寄生獣 セイの格率獣,), phát sóng kể từ ngày 8 tháng 10 năm 2014 cho đến ngày 25 tháng 3 năm 2015.

## Cốt truyện
Truyện xoay quanh một chàng trai 17 tuổi tên là Izumi Shin'ichi, sống với mẹ và bố tại một vùng yên bình của Tokyo. Một đêm nọ, những sinh vật giống những con sâu, được gọi là những ký sinh thú xuất hiện trên Trái Đất, chiếm đoạt não của vật chủ con người bằng cách đi qua lỗ tai, mũi của họ. Một ký sinh thú cố gắng bò vào lỗ tai của Shin'ichi trong khi cậu đang ngủ nhưng thất bại do Shin'ichi đang nghe tai nghe nên ký sinh thú chuyển sang bò vào lỗ mũi nhưng lại khiến Shin'ichi hắt hơi văng ra ngoài, nó đành chọn cách xâm nhập cơ thể cậu ta bằng việc đào hang vào cánh tay của Shin'ichi. Trong phiên bản tiếng Nhật, ký sinh chiếm giữ hầu hết cánh tay phải của Shin'ichi và có tên là Migi (右), từ tiếng Nhật có nghĩa là "bên phải"; trong phiên bản của Tokyopop thì những hình ảnh lộn theo chiều ngang, và ký sinh thú xâm nhập tay trái của Shin'ichi và được đặt tên là Lefty (bên trái).
Do Shin'ichi đã dùng dây tai nghe thắt cánh tay ngăn chặn Migi trong việc dịch chuyển lên trên não bộ, khiến nó bị kẹt lại và phải phát triển và kiểm soát cánh tay phải và cả hai hiện tại phải duy trì mối quan hệ cộng sinh trong hoàn cảnh khả năng lập luận riêng rẽ một cách độc lập và có nhân cách riêng biệt. Khi "bộ đôi" chạm trán với các ký sinh thú khác, họ lợi dụng vào những trạng thái kỳ lạ của bản thân họ và dần dần hình thành một liên kết mạnh mẽ, hợp tác cùng nhau để sinh tồn. Điều này đưa cả hai tới bờ vực nguy khốn trong những cuộc chiến đấu với các ký sinh thú khác, những kẻ thường xuyên tấn công "bộ đôi" trên khi nhận thức rõ ràng rằng bộ não "con người" của Shin'ichi vẫn còn nguyên vẹn. Shin'ichi cảm thấy bị ép buộc phải chiến đấu với các ký sinh thú khác - những kẻ chuyên ăn tươi nuốt sống con người không hơn gì vai trò thức ăn, trong khi nhận được sự giúp đỡ từ Migi.

## Phát triển
Iwaaki chọn một trường cao trung làm sự sắp đặt bố trí bởi đó là một cảnh phim ông đã suy ngẫm bản chất từ lâu. Khi suy xét một phân cảnh - nơi mà Migi biến dạng "cậu ta" trước mặt Murano Satomi, Iwaaki tin tưởng rằng phân cảnh đó sẽ làm tác phẩm tốt nhất trong một thiết lập trường học. Bởi vậy, Iwaaki đã đưa Kiseijū vào một khung cảnh ngôi trường cao trung.

## Các chuyển thể

### Manga
Loạt manga do Iwaaki Hitoshi sáng tác và minh hoạ. Được đăng trên tạp chí Morning Open Zōkan của Kodansha (từ 1988 đến 1989) và trên tạp chí Monthly Afternoon (từ 1990 đến 1995). Các chương manga được biên tập thành 10 tập tankōbon. Bộ manga đã được nhà xuất bản Trẻ mua bản quyền và phát hành tại Việt Nam.
Ngoài phiên bản tankōbon, loạt manga còn phát hành thêm 4 phiên bản khác:
- Kanzenban (完全版), phát hành ngày 14 tháng 3 năm 2003.
- Fullcolor-ban (フルカラー版), phát hành ngày 21 tháng 12 năm 2014.
- Shinsoban (新装版), phát hành ngày 8 tháng 8 năm 2014.
- Bunkoban (文庫版), phát hành tháng 12 năm 2014.

#### Các phần manga khác:
Một phần manga hợp tuyển với tựa Neo Kiseijū (ネオ寄生獣 Neo Kiseijū), tổng hợp những one-shot do nhiều tác giả sáng tác và minh hoạ. Được đăng tải thông qua tạp chí Monthly Afternoon kể từ ngày 25 tháng 9 năm 2014 cho đến ngày 25 tháng 3 năm 2016. Những tác giả tham gia sáng tác gồm có: Hiramoto Akira,  Takinami Yukari, Nirasawa Yasushi, Endo Hiroki, Ueshiba Riichi, Minagawa Ryōji,  Kumakura Takatoshi, Peach-Pit, Mashima Hiro,  Ota Moare, Takeya Takayuki và Hagio Moto. Các chương manga sau đấy được biên tập thành một tập duy nhất, xuất bản vào ngày 22 tháng 7 năm 2016.
Một phần manga hợp tuyển với tựa Neo Kiseijū f (ネオ寄生獣ｆ), được đăng tải thông qua tạp chí Aria kể từ ngày 27 tháng 9 năm 2014 cho đến ngày 28 tháng 1 năm 2015. Những tác giả tham gia sáng tác gồm có: MikiMaki, Rinno Miki, Tōyama Ema, Suruga Hikaru, Nakamura Asumiko, Yuki Kaori , Narushima Yuri, Kuroe Yui, Kindaichi Renjuro, Kuze Banko, Kashio, Obata Yūki, Watanabe Asia, Kojima Rarako và Shinjō Hajime. Các chương manga sau đấy được biên tập thành một tập duy nhất.
Một phần spin-off với tựa Kiseijū Reversi (寄生獣リバーシ Kiseijū Ribāshi), do Ohta Moare sáng tác và minh hoạ được đăng tải thông qua ứng dụng Comic Days của Kodansha kể từ ngày 2 tháng 3 năm 2018.

#### Các tập manga
| #  | Phát hành chính ngữ | Phát hành chính ngữ | Phát hành Tiếng Việt | Phát hành Tiếng Việt |
| #  | Ngày phát hành      | ISBN                | Ngày phát hành       | ISBN                 |
| -- | ------------------- | ------------------- | -------------------- | -------------------- |
| 1  | 20/07/1990          | 978-4-06-314026-2   | 12/07/2021           | 978-604-1-18976-8    |
| 2  | 18/01/1991          | 978-4-06-314029-3   | 27/09/2021           | 978-604-1-18977-5    |
| 3  | 18/07/1991          | 978-4-06-314036-1   | 25/10/2021           | 978-604-1-18978-2    |
| 4  | 20/01/1992          | 978-4-06-314040-8   | 22/11/2021           | 978-604-1-18979-9    |
| 5  | 19/8/1992           | 978-4-06-314045-3   | 06/12/2021           | 978-604-1-18980-5    |
| 6  | 19/01/1993          | 978-4-06-314054-5   | 20/12/2021           | 978-604-1-18981-2    |
| 7  | 20/7/1993           | 978-4-06-314064-4   | 03/01/2022           | 978-604-1-18982-9    |
| 8  | 16/02/1994          | 978-4-06-314076-7   | 17/01/2022           | 978-604-1-18983-6    |
| 9  | 11/11/1994          | 978-4-06-314095-8   | 14/02/2022           | 978-604-1-18984-3    |
| 10 | 15/03/1995          | 978-4-06-314107-8   | 28/02/2022           | 978-604-1-18985-0    |

### Live-action
Hai phần phim live-action đều do Yamazaki Takashi đạo diễn, Kosawa Ryūta viết kịch bản. Phần đầu tiên có tựa Kiseijū, với thời lượng 109 phút, khởi chiếu lần đầu vào ngày 30 tháng 10 năm 2014 tại Liên hoan phim quốc tế Tokyo. Phần thứ hai có tựa Kiseijū Kanketsu-hen, với thời lượng 117 phút, khởi chiếu vào ngày 25 tháng 4 năm 2015.

### Anime
Một bộ anime truyền hình chuyển thể với tựa Ký sinh thú: Châm ngôn sống (Nhật: 寄生獣 セイの格率獣, Hepburn: Kiseijū Sei no Kakuritsu), gồm 24 tập, được sản xuất bởi studio Madhouse, do Shimizu Kenichi đạo diễn, Yonemura Shōji viết kịch bản, Hiramatsu Tadashi thiết kế nhân vật và Ken Arai sáng tác phần nhạc hiệu. Phát sóng kể từ ngày 8 tháng 10 năm 2014 cho đến ngày 25 tháng 3 năm 2015. Ca khúc opening là "Let Me Hear" được trình bày bởi nhóm Fear, and Loathing in Las Vegas. Ca khúc ending là "It's the Right Time" được trình bày bởi Miura Daichi. Animax Asia đã cấp bản quyền anime trong khu vực Đông Nam Á và Nam Á.

## Đón nhận
Bộ manga đã thắng Giải Manga Kodansha lần thứ 17 ở hạng mục chung vào năm 1993, chiến thắng tại Giải Seiun cho manga hay nhất của năm 1996.
Tính tới tháng 10 năm 2014, bộ manga đã bán được hơn 11 triệu bản in. Tính tới tháng 12 năm 2020, bộ manga đã bán được hơn 24 triệu bản in.
Vào ngày 9 tháng 6 năm 2015, Bộ văn hoá Trung Quốc đã liệt "Ký sinh thú" cùng 37 bộ anime/manga khác vào danh sách cấm tại nước này.
Phần phim live action đầu tiên đã thu về khoảng 800 triệu ¥ doanh phòng vé tại Nhật Bản sau hai tuần công chiếu. Cùng với đó phần phim cũng được đề cử cho hạng mục hiệu ứng hình ảnh xuất sắc tại giải thưởng The Asian Film Awards Academy (AFA Academy) năm 2015.